# Ana Pavlova
Ana Pavlova (Sankt-Peterburg, 12. veljače 1881. – Haag, 23. siječnja 1931.), ruska plesačica.
Bila je virtuoz klasične plesne tehnike. Nastupala je od 1899. u Mihajlovskom, a zatim u Marijanskom teatru u Petrogradu. Od 1907. je na turnejama u inozemstvu, a neko vrijeme i u ansamblu S. Djagiljeva. Godine 1911. osnovala je vlastitu trupu u Londonu s kojom je gostovala po cijelom svijetu. Na repertoaru njezine trupe nalazila su se isključivo klasična baletna djela u kojima je interpretirala glavne uloge - Adamova "Giselle", "Trnoružica" Čajkovskog te "Labuđe jezero", Glazunovljeva "Rajmonda", suita "Chopiniana". Njezina je vrhunska kreacija bila "Smrt labuda" na glazbu C. Saint-Saënsa.